# Torneo Sudamericano de Clubes Campeones del Interior
El Torneo Sudamericano de Clubes Campeones del Interior fue un torneo de fútbol, disputado por única vez en 2001, el cual reunió a 7 equipos amateurs del continente américano. Fueron sede las ciudades de Maldonado y San Carlos, ambas del Departamento de Maldonado, Uruguay.

## Historia
El torneo fue jugado en Uruguay por equipos que fueron los "campeones del interior" (todo el país menos la capital) de cada país. Se disputó en el mes de noviembre de 2001 en los estadios Álvaro Pérez (San Carlos) y Campus Domingo Burgueño Miguel (Maldonado). El club estadounidense, Uruguay FC (Atlanta), no participó debido a los recientes ataques terroristas en ese país. El representante brasilero, Flamengo (Foz de Iguazú), no jugó por problemas económicos, participando en su lugar el club Fluminense (Santana do Livramento). El ganador del torneo recibió la Copa Uruguay 2001. Con la victoria de Libertad, dicho equipo se convirtió en el primer y único club del interior uruguayo en poseer un título internacional.

## Equipos participantes
Si bien no había una regla fija para elegir a los participantes, la mayoría de ellos fueron campeones de la zona interior de cada país, a nivel amateur.

### Grupo A
- Club Atlético Alumni (Villa María): Campeón del Torneo Interligas 2001 de la Federación Cordobesa de Fútbol
- Deportivo Arauco (Osorno): ganador del Campeonato Nacional de Fútbol Amateur 2000
- Club Atlético Libertad (San Carlos): ganador del Torneo Mayor 2000
- Uruguay FC (Atlanta): invitado, no participó

### Grupo B
- Club Deportivo y Cultural Entel (Tarija): invitado
- Fluminense Futebol Clube (Santana do Livramento): invitado
- Ita Ybaté Sport Club (Villeta): ganador Pre-Intermedia 2001
- Manra Sport (Colima): ganador Copa México 2001

## Sedes
| Ciudad     | Estadio                        | Capacidad |
| ---------- | ------------------------------ | --------- |
| Maldonado  | Campus Domingo Burgueño Miguel | 21.000    |
| San Carlos | Estadio Álvaro Pérez           | 2.600     |

## Primera Ronda

### Grupo A
| Equipo           | Pts | PJ | PG | PE | PP | GF | GC |
| ---------------- | --- | -- | -- | -- | -- | -- | -- |
| Libertad         | 4   | 2  | 1  | 1  | 0  | 5  | 3  |
| Alumni           | 3   | 2  | 1  | 0  | 1  | 4  | 4  |
| Deportivo Arauco | 1   | 2  | 0  | 1  | 1  | 3  | 5  |

| 16 de noviembre de 2001 | Libertad | 2:2 | Deportivo Arauco | Estadio Álvaro Pérez, San Carlos                                  |  |
|                         |          |     |                  | Asistencia: 2.000 espectadores Árbitro(s): Luis Álvarez (Uruguay) |  |

| 18 de noviembre de 2001 | Alumni | 3:1 | Deportivo Arauco | Estadio Álvaro Pérez, San Carlos                                 |  |
|                         |        |     |                  | Asistencia: 400 espectadores Árbitro(s): Luis Bohorquez (México) |  |

| 20 de noviembre de 2001 | Libertad | 3:1 | Alumni | Estadio Álvaro Pérez, San Carlos                                     |  |
|                         |          |     |        | Asistencia: 1.200 espectadores Árbitro(s): Héctor Martínez (Uruguay) |  |

### Grupo B
| Equipo          | Pts | PJ | PG | PE | PP | GF | GC |
| --------------- | --- | -- | -- | -- | -- | -- | -- |
| Ita Ybaté       | 7   | 3  | 2  | 1  | 0  | 9  | 1  |
| Deportivo Entel | 6   | 3  | 2  | 0  | 1  | 7  | 8  |
| Fluminense      | 4   | 3  | 1  | 1  | 1  | 3  | 6  |
| Manra Sport     | 3   | 3  | 1  | 0  | 2  | 4  | 8  |

| 17 de noviembre de 2001 | Deportivo Entel | 4:2 | Manra Sport | Campus Domingo Burgueño Miguel, Maldonado                               |  |
|                         |                 |     |             | Asistencia: 200 espectadores Árbitro(s): Florentino Fernández (Uruguay) |  |

| 17 de noviembre de 2001 | Ita Ybaté | 1:1 | Fluminense | Campus Domingo Burgueño Miguel, Maldonado                        |  |
|                         |           |     |            | Asistencia: 200 espectadores Árbitro(s): Moisés Sánchez (México) |  |

| 19 de noviembre de 2001 | Deportivo Entel | 3:1 | Fluminense | Campus Domingo Burgueño Miguel, Maldonado                       |  |
|                         |                 |     |            | Asistencia: 250 espectadores Árbitro(s): Julio Correa (Uruguay) |  |

| 19 de noviembre de 2001 | Ita Ybaté | 3:0 | Manra Sport | Campus Domingo Burgueño Miguel, Maldonado                        |  |
|                         |           |     |             | Asistencia: 250 espectadores Árbitro(s): Nicolás Yapur (Uruguay) |  |

| 21 de noviembre de 2001 | Deportivo Entel | 0:5 | Ita Ytabé | Campus Domingo Burgueño Miguel, Maldonado                        |  |
|                         |                 |     |           | Asistencia: 150 espectadores Árbitro(s): Moisés Sánchez (México) |  |

| 21 de noviembre de 2001 | Manra Sport | 1:2 | Fluminense | Campus Domingo Burgueño Miguel, Maldonado                        |  |
|                         |             |     |            | Asistencia: 150 espectadores Árbitro(s): Nicolás Yapur (Uruguay) |  |

## Segunda Ronda

### Semifinales
| 24 de noviembre de 2001, 19:15 | Ita Ybaté | 5:1 | Alumni | Campus Domingo Burgueño Miguel, Maldonado                         |  |
|                                |           |     |        | Asistencia: 1.000 espectadores Árbitro(s): Julio Correa (Uruguay) |  |

| 24 de noviembre de 2001, 22:15 | Libertad | 4:0 | Deportivo Entel | Campus Domingo Burgueño Miguel, Maldonado                                 |  |
|                                |          |     |                 | Asistencia: 2.000 espectadores Árbitro(s): Florentino Fernández (Uruguay) |  |

### Tercer lugar
| 25 de noviembre de 2001 | Alumni | 4:2 | Deportivo Entel | Estadio Álvaro Pérez, San Carlos                                |  |
|                         |        |     |                 | Asistencia: 50 espectadores Árbitro(s): Nicolás Yapur (Uruguay) |  |

### Final
La final del campeonato se vio suspendida a los 22 minutos (ganando Libertad 1 a 0), cuando los jugadores de Ita Ybaté quisieron abandonar el campo de juego molestos con el arbitraje. El árbitro dio por terminado el partido, logrando Libertad el título.
| 25 de noviembre de 2001 | Libertad | 1:0 | Ita Ybaté | Estadio Álvaro Pérez, San Carlos                                  |  |
|                         |          |     |           | Asistencia: 2.600 espectadores Árbitro(s): Luis Álvarez (Uruguay) |  |

| Libertad         |
| Campeón Libertad |

## Goleador
| Jugador        | Equipo    | Goles |
| -------------- | --------- | ----- |
| Alberto Tintel | Ita Ybaté | 5     |